# Przegląd Piaseczyński
Przegląd Piaseczyński – tygodnik informacyjny wydawany od roku 2013 w Piasecznie przez Jarosława Mikę.

## Historia
Czasopismo ukazało się w 2013 roku jako dwutygodnik. Obecnie (2020) "Przegląd Piaseczyński" ukazuje się w każdą środę i jest kolportowany na terenie powiatu piaseczyńskiego na terenie: Piaseczna, Ursynowa, Konstancina-Jeziorny, Józefosława, Mysiadła, Zalesia Dolnego i Górnego, Gołkowa, Głoskowa, Lesznowoli, Magdalenki, Góry Kalwarii, Baniochy, Słomczyna, Prażmowa.   Redaktorem naczelnym "Przeglądu Piaseczyńskiego" do 2024 roku była Agnieszka Piechowska. W czerwcu 2024 roku redaktorem naczelnym została Aleksandra Sokalska.    
"Przegląd Piaseczyński" został dobrze przyjęty w powiecie piaseczyńskim, stąd decyzja wydawcy o rozszerzenie tytułu na kolejne powiaty. Powstały "Przegląd Regionalny", który zasięgiem obejmuje powiaty grodziski i pruszkowski, oraz "Przegląd Otwocki".    
Początkowo wydawcą był Edmont Investments sp. z o.o., a od 2014 roku wydawcą jest Jarosław Mika.     

## Redaktorzy naczelni
- Grzegorz Szestowicki (2013–2014)[4][5]
- Agnieszka Zofia Piasecka (2014-2024)[3]
- Aleksandra Sokolska (2024 (nr 484–485))
- brak